# Bataillon Nubar Ozanyan
Le Bataillon Nubar Ozanyan (arménien : Նահատակ Նուպար Օզանեան Գումարտակ ; arabe : طابور الشهيد نوبار اوزانيان ; kurde : Tabura Şehid Nubar Ozanyan) est un groupe armé arménien fondé en 2019 pendant la guerre civile syrienne.

## Logos et drapeaux

Le drapeau arménien, également utilisé.

## Histoire
Le bataillon Nubar Ozanyan est fondé à Tall Tamer, dans le gouvernorat de Hassaké, le 24 avril 2019, date anniversaire du début du génocide arménien en 1915,. Il rassemble des combattants recrutés parmi les Arméniens en Syrie,. Il est nommé en hommage à Nubar Ozanyan, un Arménien de Turquie, membre du Bataillon international de libération et du TİKKO, tué le 14 août 2017 lors de la bataille de Raqqa,,,. Le chef du groupe est Msis Botania (ou Masis Butanyan). Le bataillon est affilié aux Forces démocratiques syriennes,.